# Echinothuriidae
Echinothuriidae Thompson, 1872 è una famiglia di ricci di mare dell'ordine Echinothurioida.

## Tassonomia
La famiglia comprende le seguenti sottofamiglie e generi:
- Sottofamiglia Echinothuriinae Thomson, 1872
  - Araeosoma Mortensen, 1903
  - Asthenosoma Grube, 1868
  - Calveriosoma Mortensen, 1934
  - Echinothuria Woodward, 1863 †
  - Hapalosoma Mortensen, 1903
- Sottofamiglia Hygrosomatinae Smith & Wright, 1990
  - Hygrosoma Mortensen, 1903
- Sottofamiglia Sperosomatinae Smith & Wright, 1990
  - Sperosoma Koehler, 1897
  - Tromikosoma Mortensen, 1903
- incertae sedis
  - Retzneiosoma Kroh, 2005 †

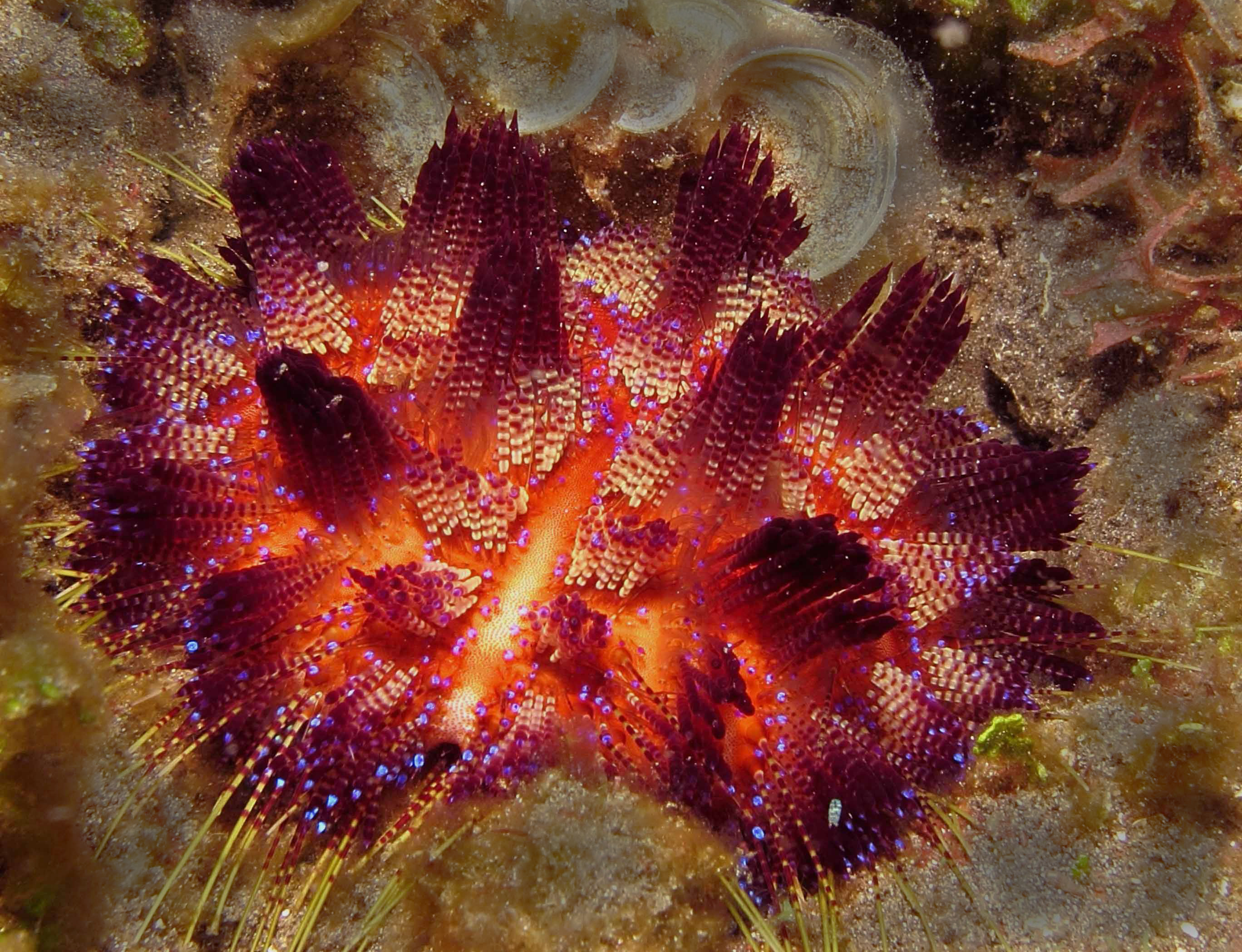
Asthenosoma varium.
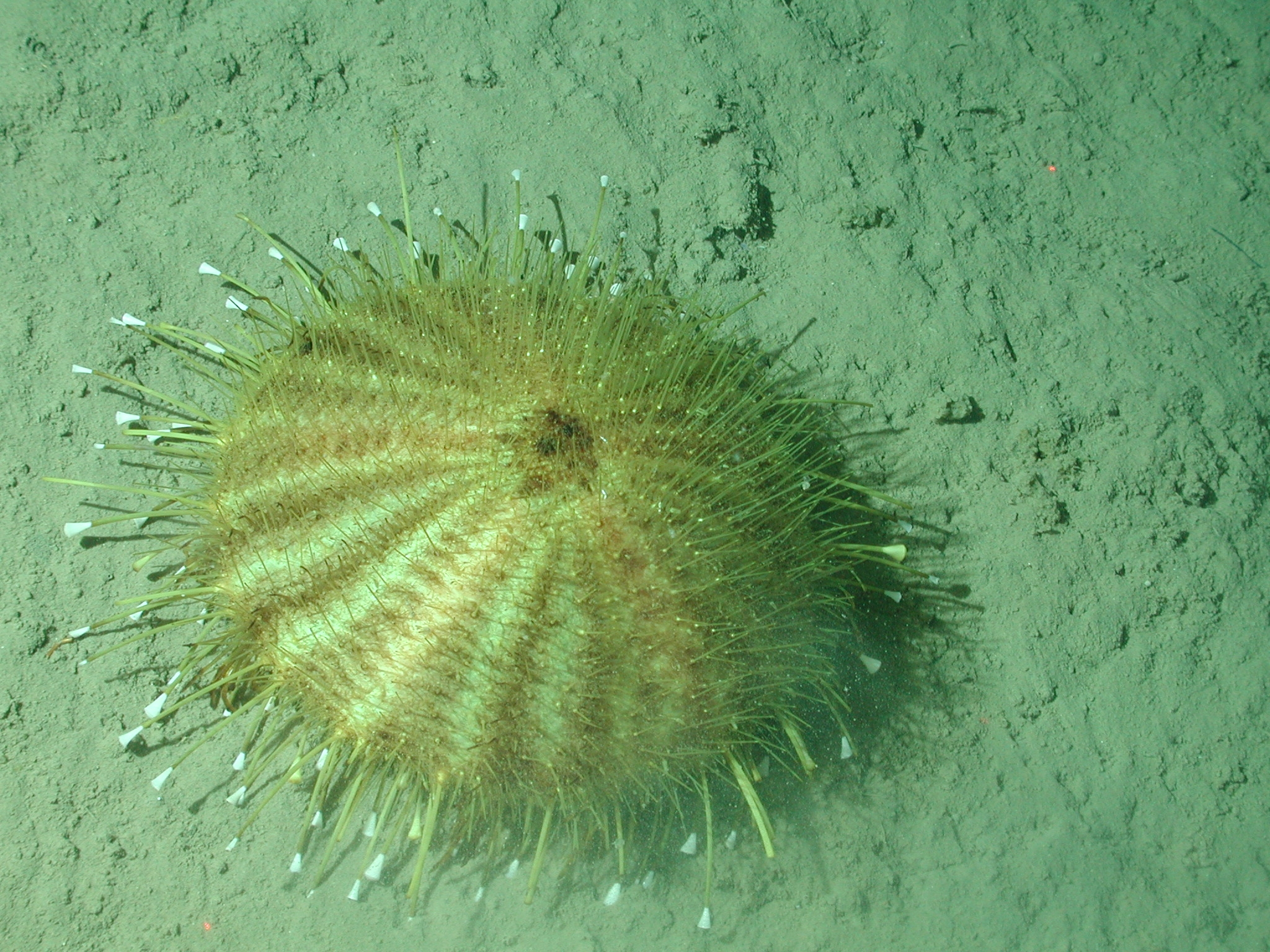
Tromikosoma sp.